# خورخي فرنانديز دياز
خورخي فرنانديز دياز (بالإسبانية: Jorge Fernández Díaz) (و. 1950  م) هو مهندس، وسياسي إسباني، ولد في بلد الوليـد، هو عضوٌ حزب الشعب، هو عضوٌ في أوبوس داي.

## مناصب
تولى منصب عضو مجلس النواب الإسباني ‏ (منذ 8 يوليو 2016)
- عضو مجلس النواب الإسباني  [لغات أخرى]‏ (4 يناير 2016–19 يوليو 2016)[12]
- وزير الداخلية  [لغات أخرى]‏ (22 ديسمبر 2011–4 نوفمبر 2016)
- عضو مجلس النواب الإسباني  [لغات أخرى]‏ (5 ديسمبر 2011–13 يناير 2016)[13]
- عضو مجلس النواب الإسباني  [لغات أخرى]‏ (27 مارس 2008–13 ديسمبر 2011)[14]
- عضو مجلس النواب الإسباني  [لغات أخرى]‏ (24 مارس 2004–1 أبريل 2008)[15]
- عضو مجلس النواب الإسباني  [لغات أخرى]‏ (29 مارس 2000–2 أبريل 2004)[16]
- عضو مجلس النواب الإسباني  [لغات أخرى]‏ (14 مارس 1996–28 مايو 1996)[17]
- عضو مجلس النواب الإسباني  [لغات أخرى]‏ (21 يونيو 1993–9 يناير 1996)[18]
- عضو مجلس النواب الإسباني  [لغات أخرى]‏ (13 نوفمبر 1989–13 أبريل 1993)[19]
- عضو مجلس الشيوخ الإسباني  [لغات أخرى]‏ (26 يونيو 1986–2 سبتمبر 1989)
- عضو البرلمان الكاتالوني ‏ (29 أبريل 1984–28 أكتوبر 1989)
- city councilor of Barcelona  [لغات أخرى]‏ (1983–1984).[20]

## التعليم
تعلم في جامعة البوليتكنيك في كاتالونيا.

## جوائز
حصل على جوائز منها:
- وسام الصليب الأعظم لإيزابيلا الكاثوليكية (2004)[21]
- وسام القديس جرجس العسكري القسطنطيني [الإنجليزية]‏.[22]

## روابط خارجية
- خورخي فرنانديز دياز على موقع IMDb (الإنجليزية)